# MikroTik

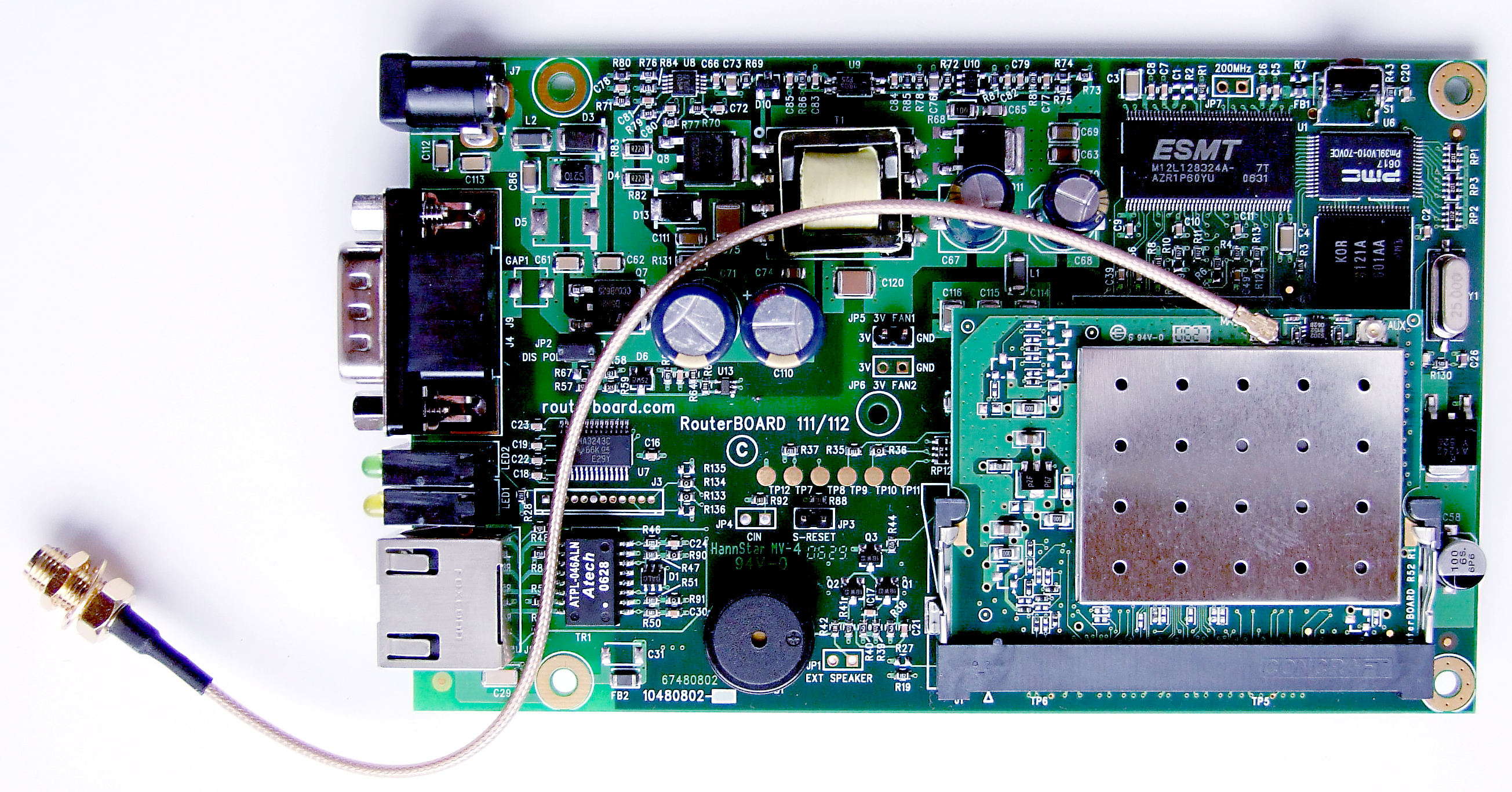
Un Système embarqué RouterBoard 112 avec des connecteurs U.FL-RSMA et R52 mini PCI Wi-Fi utilisé couramment par les fournisseurs de services internet sans fil de la République Tchèque.

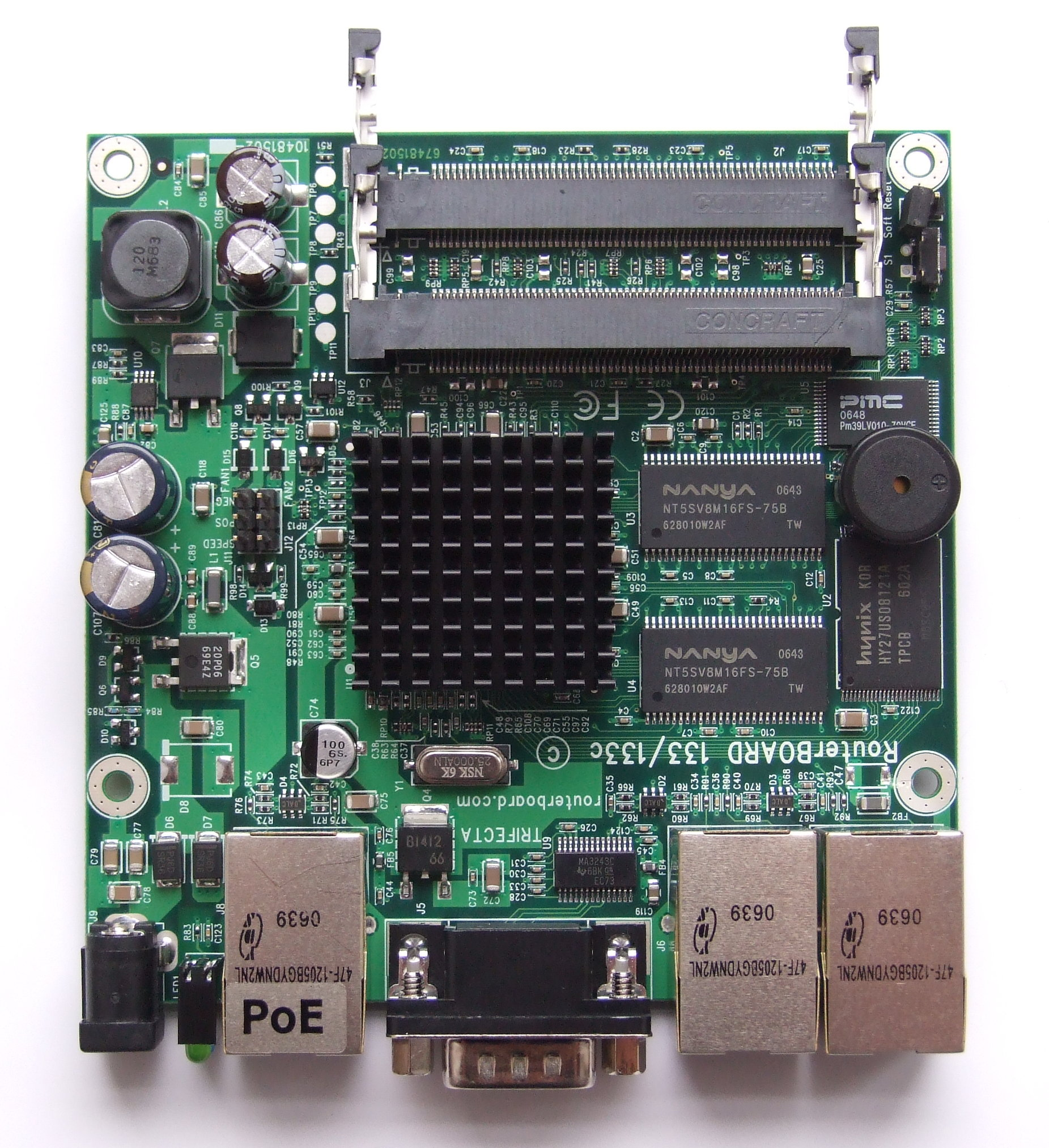
RouterBoard 133 avec trois connecteurs miniPCI (la troisième étant située de l'autre côté du circuit imprimé).

Mikrotīkls Ltd., connu sous l’appellation internationale MikroTik, est un fabricant de matériel de réseau informatique basé en Lettonie. Il vend des composantes de réseau sans fil et des routeurs. L'entreprise fut fondée en 1996, se concentrant sur la vente de produits de réseautique sans fil sur les marchés émergents. En 2023, elle compte plus de 280 employés.

## Produits

### RouterOS
Le produit vedette de MikroTik est le système d'exploitation MikroTik RouterOS, dont le système d'exploitation est bâti sur le kernel Linux. Ce système d'exploitation, livré sur la gamme de routeurs vendu par MikroTik, inclus des fonctionnalités telles qu'un Pare-Feu, un serveur et un client VPN, contrôler le trafic en fonction d'une qualité de service (QOS), un accès réseau sans fil, ou bien des fonctionnalités de routage plus avancé tel que l'utilisation de protocoles de routage dynamique tel que BGP, OSPF, etc. Le système peut également être utilisé afin de créer un portail captif. Il est de plus possible de déployer une copie de ce système sur un ordinateur traditionnel, afin d'en faire un routeur. Une version "Cloud Hosted Router" (Abrégée CHR) est disponible afin de permettre la virtualisation de ce système.
Ce système d'exploitation possède une licence multi-niveaux, chaque niveau offrant davantage de fonctionnalités. Les frais de licence seront définis sur le niveau sélectionné. Une interface graphique, nommée Winbox, est également disponible afin de configurer le système. Enfin, une API permet de personnaliser le système et le surveiller.
À l’heure actuelle, la dernière version de RouterOS est à la version 7 avec une branche Beta intitulée "testing".

#### Fonctionnalités
RouterOS permet plusieurs utilisations, de petite à grande envergure, comme par exemple OSPF, BGP, VPLS/MPLS. Il s'agit d'un système polyvalent, dont le support est assuré par Mikrotik, que ce soit via le forum de discussion et le Wiki. 
À compter de la version RouteurOS 6.33, le logiciel gère a priori toutes les interfaces réseau gérées par le noyau Linux en version 3.3.5, excepté les cartes réseau sans fil, pour lesquelles seules les composantes Atheros et Prism sont supportées.

### RouterBOARD
MikroTik offre une gamme de matériel réseau connu sous le nom MikroTik RouterBOARD. Ce matériel est conçu pour les petits et moyens fournisseurs de services internet, particulièrement comme dispositif Customer Premises Equipment.
Cette gamme regroupe aussi la gamme de points d'accès Wi-Fi, embarquant aussi le système d'exploitation RouterOS. 

### Cloud
La gamme Cloud regroupe le matériel haut de gamme de MikroTik, que cela soit des routeurs (gamme Cloud Core Router, abrégé CCR) utilisé en cœur de réseau d'opérateur, ou bien des switchs (gamme Cloud Router Switch abrégée CRS, ainsi que la gamme Cloud Smart Switch abrégée CSS).

### IoT
MikroTik propose en complément de sa gamme de produits dédié au réseau, une gamme orienté Internet des Objets (IoT), tel que sa gamme de passerelles IoT Knot, basé sur l'architecture de sa gamme RouterBOARD, tout en y ajoutant des fonctionnalités tel qu'une compatiblité LoRa (Via NB-IoT et LTE-M), des connecteurs GPIO afin d'y relier des équipements externes, ainsi que Bluetooth.

## Réalisations
Au Mali, un projet d'installation d'un accès internet abordable a opté pour les routeurs MikroTik et son système d'exploitation RouterOS en raison de son coût, sa flexibilité et le fait que le Mali bénéficiait déjà d'une bonne base d'utilisateurs de ces systèmes. Les routeurs MikroTik ont aussi été choisis pour un projet WLAN au Burkina Faso, et le protocole propriétaire Nstreme de Mikrotik a présenté de meilleures performances que la norme IEEE 802.11 dans les conditions dudit projet.
Au Cameroun, les équipements Mikrotik sont utilisés depuis 2000 par plusieurs entreprises et opérateurs de télécoms. Il existe plusieurs réseaux 100 % Mikrotik (Routeur, Firewall, Concentrateur, Wireless, Wi-Fi, Billing...). Les pionniers en la matière sont : EPICENTRE GROUP, CAMEROUN-SANSFIL, INFOGENIE TECHNOLOGIE. Voir le site Mikrotik camerounais www.mikrotik.cm .
En 2008, la municipalité de Piripiri, dans l'État du Piauí au Brésil a décidé d'utiliser exclusivement les routeurs 
MikroTik afin de bâtir l'infrastructure réseautique pour offrir l'accès internet gratuit à ses administrés. Les routeurs MikroTik sont également populaires en République Tchèque.
Au sein du programme OLPC, l'Uruguay a déployé un réseau sans fil dans l'ensemble des écoles de l'État. Il s'agit probablement du plus large déploiement de produits Mikrotik dans un pays.  Environ 200 000 élèves ont reçu un petit ordinateur portable qui se connecte aux points d'accès Mikrotik du réseau sans fil.